# CC 20001
Ne doit pas être confondu avec MP 51 (Grand-Mère).
La CC 20001 (ex CC 6051) est un ancien modèle de locomotive électrique de la SNCF.
C'est une des 3 locomotives prototypes destinées à circuler sous 20 kV - 50 Hz (plus tard modifiée pour 25 kV - 50 Hz) commandées par la SNCF pour tester les technologies pour un courant alternatif monophasé 50 Hz. Elle est construite en Suisse par la Société suisse de construction de locomotives et de machines (SLM) de Winterthur pour la partie mécanique, et par la Maschinenfabrik Oerlikon (MFO) d'Oerlikon/Zürich pour la partie électrique. Elle est livrée à la SNCF le 9 septembre 1950. Son fonctionnement très satisfaisant fait qu'elle est à l'origine de la courte série des neuf CC 25000 mises en service de 1955 à 1958.

## Caractéristiques

### Caisse
Cette locomotive présente de nombreuses ressemblances avec les prototypes des Ae 6/6 des CFF. Sa livrée, dans sa configuration d'origine, fait appel au « bleu monophasé », la caisse étant ceinturée par un bandeau en alliage d'aluminium qui intègre une moustache sur les faces avant et arrière. Vers la fin de sa carrière, la caisse est repeinte en vert.

### Équipement électrique

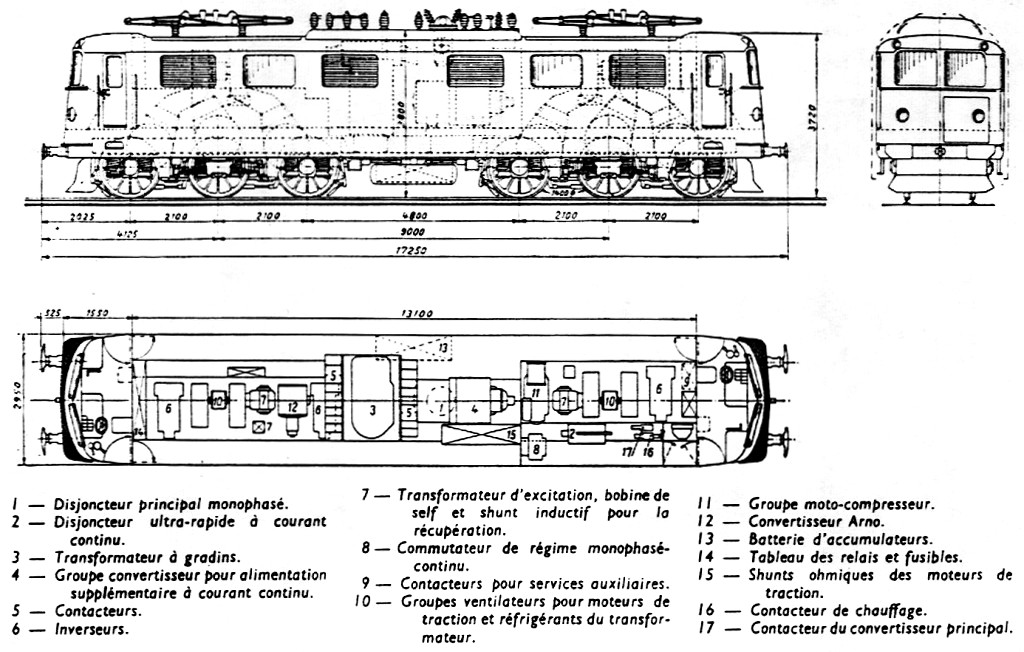
Plan de la CC 6051 future CC 20001.

La CC 20001 est conçue pour développer sa puissance maximale sous courant monophasé 50 Hz à la tension de 20 puis 25 kV. Elle peut également circuler sous courant continu 1,5 kV à puissance réduite. Elle est équipée d'un dispositif de freinage par récupération. Un dispositif de sécurité interdit l'alimentation des équipements continus lorsque la locomotive circule sous courant alternatif, et réciproquement.
Les six moteurs (un par essieu) de la CC 20001 sont alimentés en courant alternatif 50 Hz sous une tension unitaire maximale de 230 V (moteurs « directs »).
Sous courant continu, un groupe convertisseur tournant est chargé d'alimenter les moteurs de traction en courant alternatif mais la fréquence n'est alors que de 30 à 40Hz.

### Bogies
Les deux bogies sont équipés de roues à rayons d'un diamètre de 1 400 mm. Leur suspension fait appel à des ressorts à lames reliant la caisse au châssis du bogie. Les moteurs de traction sont placés au-dessus des essieux pour réduire l'empattement des bogies.

## Service et préservation

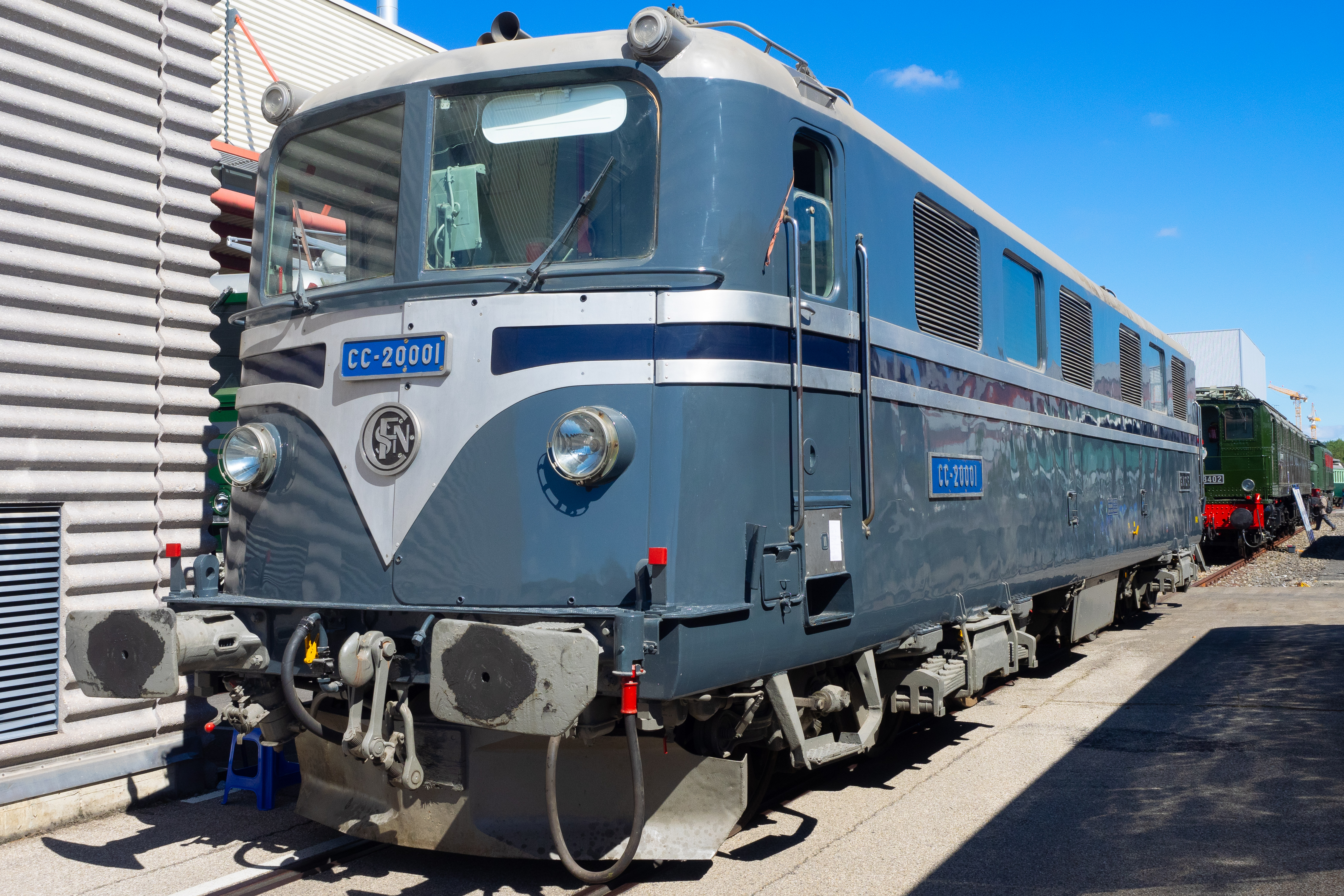
La CC 20001 en 2014.

À l'origine de la série des CC 25000, elle est surnommée la « Grand-Mère ».
La CC 6051, livrée à la SNCF le 9 septembre 1950, ce qui en fait la plus ancienne locomotive française apte au courant alternatif monophasé 50 Hz, est renumérotée CC 20001 le 7 novembre 1953. Elle circule sur toutes les lignes électrifiées en courant monophasé 25 kV 50 Hz de Haute-Savoie, y compris jusqu'à Aix-les-Bains  et Bellegarde sous 1,5 kV courant continu, mais sous ce type de courant, sa puissance est très réduite). Elle assure la traction de trains de marchandises et de voyageurs ; sa fiabilité est excellente et ses performances supérieures aux spécifications initiales : poids inférieur et capacités de traction nettement meilleures. La SNCF décide donc de construire la petite série des neuf CC 25000, mises en service de 1955 à 1958, sur la base de ce prototype.
Toutefois, à partir de septembre 1967, la mise en service sur les lignes de Savoie des BB 25150, développant presque le même puissance sous courant continu ou alternatif, a progressivement évincé la CC 20001 ainsi que les CC 25000 et, en fin de carrière, la CC 20001 n'assure plus que des trains omnibus entre Annemasse et La Roche-sur-Foron.
Radiée le 31 décembre 1980 — les dernières CC 25000 sont radiées en 1979 —, elle a été conservée par l'Association pour la Préservation du Matériel Ferroviaire Savoyard (APMFS) de Chambéry.

## Modélisme
La CC 20001 a été reproduite en HO par l'artisan Apocopa, sous forme de transkit à monter (caisse en résine à monter sur un châssis de son choix) et par l'industriel Piko.